# Tipula (Vestiplex) theowaldana
Tipula (Vestiplex) theowaldana is een tweevleugelige uit de familie langpootmuggen (Tipulidae). De soort komt voor in het Oriëntaals gebied.